# Дейзи Тейлор
Де́йзи Те́йлор (англ. Daisy Taylor, род. 28 мая 1998, Лос-Анджелес, Калифорния) — американская транссексуальная порноактриса и фотомодель, лауреат премий XBIZ Award.

## Биография
Родилась 28 мая 1998 года в Лос-Анджелесе (Калифорния, США). Дебютировала в порно в 2018, загрузив видео на Pornhub со своим на тот момент мужем Джорданом. 20 декабря того же года опубликовала на сайте Grooby Girls первую профессиональную сцену «Звезда родилась — Дейзи Тейлор» режиссёра Бадди Вуда.
Работала с такими продюсерскими компаниями, как Evil Angel, Gender X, Transsensual, All Her Luv, Pornhub, Trans Angels, Mile High и другими. Стала первой транссексуальной порноактрисой дебютировшей в Brazzers.
В 2020 году она впервые была номинирована на AVN Awards в категории «транссексуальный артист года», а также как «лучшая транссексуальная сцена секса» за фильм «Balls Deep in My Balloons».
Снялась более в чем 130 фильмах.
В 2020 году получила награду «Самый популярный транс-исполнитель», в 2021 году премию «Трансгендерная эротика» за лучшую сцену с мальчиком/девушкой, модель года Pornhub и «Лучший хардкорный исполнитель». На церемонии вручения наград XRCO Awards в октябре 2021 года Дейзи получает награду «Trans Performer of the Year».

## Награды
| Год  | Церемония                  | Результат | Премия                                               |
| ---- | -------------------------- | --------- | ---------------------------------------------------- |
| 2020 | AVN Awards                 | Номинация | Трансексуальный артист года                          |
| 2020 | AVN Awards                 | Номинация | Лучшая сцена секса с трансексуалом                   |
| 2020 | AVN Awards                 | Номинация | Награда фанатов: Любимый трансгендерный артист       |
| 2020 | Transgender Erotica Awards | Номинация | Лучшая художественная модель                         |
| 2020 | Transgender Erotica Awards | Номинация | Лучший клип звезды Modelhub                          |
| 2020 | Transgender Erotica Awards | Номинация | Лучшая сцена с мальчиком / девочкой                  |
| 2020 | Transgender Erotica Awards | Победа    | Лучшая сцена с мальчиком / девочкой                  |
| 2020 | Transgender Erotica Awards | Номинация | Лучшая VR-сцена                                      |
| 2020 | Transgender Erotica Awards | Номинация | Лучшая модель                                        |
| 2020 | Transgender Erotica Awards | Номинация | Лучшая интернет-модель                               |
| 2020 | Transgender Erotica Awards | Победа    | Модель года Pornhub                                  |
| 2021 | AVN Awards                 | Номинация | Транссексуальный артист года                         |
| 2021 | AVN Awards                 | Номинация | Лучшая женская роль второго плана                    |
| 2021 | AVN Awards                 | Номинация | Лучшая сцена секса с транссексуалом                  |
| 2021 | XBIZ Awards                | Номинация | Транссексуальный артист года                         |
| 2021 | XBIZ Awards                | Номинация | Лучшая сцена секса с транссексуалом                  |
| 2021 | XBIZ Awards                | Номинация | Транссексуальный артист года                         |
| 2021 | XRCO Awards                | Победа    | Транссексуальный/трансгендерный артист года          |
| 2022 | AVN Awards                 | Номинация | Транссексуальный артист года                         |
| 2022 | AVN Awards                 | Номинация | Лучшая драматическая роль в фильме о транссексуалах  |
| 2022 | AVN Awards                 | Номинация | Лучшая сцена секса с транссексуалом                  |
| 2022 | XBIZ Awards                | Номинация | Транссексуальный артист года                         |
| 2022 | XBIZ Awards                | Номинация | Лучшая сцена секса с транссексуалом                  |
| 2022 | XBIZ Awards                | Номинация | Лучшая сцена секса с транссексуалом                  |
| 2022 | Pornhub Awards             | Победа    | Награда поклонников: любимая транссексуальная модель |
| 2023 | AVN Awards                 | Победа    | Награда поклонников: любимая транссексуальная модель |
| 2024 | AVN Awards                 | Номинация | Трансгендерный артист года                           |
| 2024 | AVN Awards                 | Победа    | Лучшая драматическая роль в трансгендерном фильме    |
| 2024 | XBIZ Awards                | Номинация | Лучшая сцена секса с трансгендером                   |